# Attoseconde
| Kleinere eenheden | Kleinere eenheden | Kleinere eenheden |
| factor            | naam              | symbool           |
| ----------------- | ----------------- | ----------------- |
| 10−30             | quectoseconde     | qs                |
| 10−27             | rontoseconde      | rs                |
| 10−24             | yoctoseconde      | ys                |
| 10−21             | zeptoseconde      | zs                |
| 10−18             | attoseconde       | as                |
| 10−15             | femtoseconde      | fs                |
| 10−12             | picoseconde       | ps                |
| 10−9              | nanoseconde       | ns                |
| 10−6              | microseconde      | µs                |
| 10−3              | milliseconde      | ms                |
| 1                 | seconde           | s                 |
| 103               | kiloseconde       | ks                |

Een attoseconde is een triljoenste van een seconde (10−18 van een seconde of 1 as). Het woord wordt gevormd door het voorvoegsel atto, gevoegd bij de eenheid seconde. In het dagelijks taalgebruik is het ongewoon om in attoseconden te spreken, omdat het vele ordes van grootte kleiner is dan de ervaringswereld van mensen. Deze eenheid wordt regelmatig aangewend in de scheikunde en de fysica, voornamelijk bij de studie van licht en atomen.
Anne L’Huillier, Pierre Agostini en Ferenc Krausz wonnen in 2023 de Nobelprijs voor Natuurkunde voor hun werk in het produceren van lichtpulsen in het attoseconde-gebied.
In een poging grip te geven op deze tijdsmaat stelt het Nobelcomité dat er evenveel attoseconden in een seconde gaan als seconden in de leeftijd van het heelal, vanaf de oerknal. Qua grootteorde klopt dit min of meer, maar het aantal van 1018 seconden wordt pas bereikt als het heelal ruim twee keer zo oud is als nu. Gezien de lichtsnelheid heeft een lichtflits 10 miljard attoseconden nodig om ruim drie meter af te leggen.

## Attoseconden in de wetenschap
- De lichtsnelheid is, afgerond, 300.000 km/seconde, wat omgerekend gelijk is aan 3 ångström/attoseconde. Licht legt in 1 attoseconde een even grote afstand af als de doorsnede van 3 waterstofatomen (circa 111 picometer per atoom) achter elkaar.
- 82 attoseconden is de halfwaardetijd van 8Be, een onstabiel isotoop van beryllium.

### Voortgang in meetbaarheid en gebruik
- In de jaren 1980 werd 1000 attoseconden oftewel 1 femtoseconde gezien als een harde grens voor de kortste laserflits die mensen konden maken, omdat de periode van het toen gebruikte rode licht meer dan een femtoseconde bedroeg; dit licht had een golflengte van zo'n 700 nanometer.[2]
- Vanaf 1987 kon Anne L’Huillier veel kortgolviger licht produceren door infrarood licht te laten interfereren met edelgassen. Na enkele jaren begreep men dat extreem korte pulsen konden ontstaan als interferentietoppen werden gecombineerd.
- Vanaf 2001 kon Pierre Agostini aantonen dat er door interferentie daadwerkelijk flitsen van slechts 250 attoseconden optraden. Rond dezelfde tijd kon Ferenc Krausz flitsen van 650 attoseconden losmaken uit een reeks, zoals een treinwagon op een ander spoor gerangeerd wordt. Dit opende de mogelijkheid om dergelijke flitsen te gebruiken in experimenten.[2]
- 100 attoseconden was in februari 2004 de kleinste eenheid van tijd die ooit door de mens was gemeten.
- 67 attoseconden duurde de kortste laserpuls die in 2012 gemeten werd.